# ديف سنكلير
ديفيد (ديف) سينكلير (بالإنجليزية: David (Dave) Sinclair)(من مواليد 24 نوفمبر 1947 في خليج هيرن، كنت، إنجلترا)، عازف أجهزة موسيقية (أرغن، بيانو) الذي كان جزء من بروغريسيف روك.
أصبح مشهورا مع فرقة باند كارافان (بالإنجليزية: band Caravan) وكان مؤلف بعض مساراتها الكلاسيكية: "For Richard"، "Nine Feet Underground" و "Dabsong Conshirtoe"، "The Dabsong Conshirtoe".

## أعماله الفنية

### أعمال منفردة
- 1993 - Moon Over Man (Voiceprint VP119CD)
- 2003 - Full Circle (DSincs-Music 001)
- 2003 - Into the Sun (DSincs-Music 002)
- 2010 - Pianoworks I - Frozen In Time (CRSCNT 001)
- 2011 - Stream (CRSCNT 002)
- 2014 - The Little Things (DSincs-Music)

### كارافان
- 1968 - Caravan (Verve VLP 6011 now released on HTD Records as HTDCD 65)
- 1970 - If I Could Do It All Over Again I'd Do It All Over You (Decca SKL-R 5052)
- 1971 - In the Land of Grey and Pink (Deram SDL-R 1)
- 1973 - For Girls Who Grow Plump In The Night (Deram SKL-R 12)
- 1974 - Caravan And The New Symphonia (Decca SKL-R 1110)
- 1975 - Cunning Stunts (Deram SKL-R 5210)
- 1980 - The Album (Kingdom KVL 9003)
- 1980 - The Best of Caravan Live (Kingdom 426002)
- 1982 - Back to Front (Kingdom KVL 5011)
- 1993 - Live (Demon Code90 NINETY 2 )
- 1995 - The Battle Of Hastings (HTD Records HTDCD 41)
- 1996 - All Over You (HTD Records HTDCD 57)
- 1997 - Live From The Astoria (HTD Records HTDCD 79)
- 1998 - Back On The Tracks (CoCaCamp act001)
- 1999 - All Over You Too (HTD Records HTDCD 102)
- 2004 - The Unauthorised Breakfast Item (on 2 tracks) (Eclectic Discs ECL 1001)